# گوگ‌تپه (مهاباد)
گوگ‌تپه شهری در بخش مرکزی شهرستان مهاباد استان آذربایجان غربی ایران است. در تاریخ ۲۵ تیر ۱۳۹۶ با تصویب هیئت وزیران روستای گوگ تپه مرکز دهستان مکریان شرقی بخش مرکزی شهرستان مهاباد در استان آذربایجان غربی به شهر تبدیل شد.

## جمعیت
بر پایه سرشماری عمومی نفوس و مسکن در سال ۱۳۹۵ جمعیت این شهر ۶٬۹۴۷ نفر (در ۱٬۸۸۶ خانوار) بوده است.

## مردم شناسی
مردم شهر گوگ‌تپه مردم کرد هستند که به زبان کردی سورانی و لهجه مکریانی صحبت می‌کنند ؛ دین‌شان اسلام و پیرو مذهب سنی هستند.